# Демидов, Прокофий Акинфиевич
Проко́фий Аки́нфиевич Деми́дов (8 [19] июля 1710 — 1 [12] ноября 1786, Москва) — старший сын уральского горнозаводчика А. Н. Демидова, владелец крупных горнопромышленных предприятий. Меценат и благотворитель, поклонник садоводства, основатель Нескучного сада. Свои наиболее прибыльные заводы продал Савве Яковлеву.

## Биография
Учился в Гамбурге, где воспитывал и своих сыновей. Нигде не служил и гордился этим, но получил чин действительного статского советника за благотворительную деятельность.
С увлечением предавался занятиям ботаникой, собрал гербарий, переданный Московскому университету, написал исследование о пчёлах, очень любил певчих птиц. «Как жадный, веселился на свои цветники и теплицы», так что даже на известном парадном портрете Левицкого из Третьяковской галереи опирается на лейку и указывает перстом на кадки с растениями.
Академик П. С. Паллас целый месяц прожил в его подмосковном доме, составляя «Каталог растениям находящимся в Москве в саду его превосходительства, действительнаго статскаго советника и Императорскаго Воспитательнаго дома знаменитаго благодетеля, Прокопия Акинфиевича Демидова» (1781). Этот подмосковный дом, позднее включённый в состав усадьбы Нескучное, поглощал львиную долю времени и забот богача. Если верить М. И. Пыляеву, над разравниванием ландшафта здесь работали целые два года ежедневно по семисот рабочих. За все время владения горными заводами ни разу не был на Урале.
Похоронен Демидов был в соседнем с усадьбой Донском монастыре.

## Благотворительность
Основал в Москве Демидовское коммерческое училище (1772), внес 1, 1 миллиона рублей в строительство Московского воспитательного дома, членом опекунского совета которого состоял. Он делал многотысячные пожертвования на Московский университет — с 1779 года на проценты с пожертвованной им суммы, размещённой в московском банке и именовавшейся Демидовским пансионом, стали содержаться по шесть студентов, предполагавших готовиться к профессорской педагогической деятельности; первыми стали: Яков Репин, Василий Аршеневский, Матвей Гаврилов, Михаил Степанов, Николай Попов, Михаил Багрянский.
Демидов на свои средства устроил при Воспитательном доме «родильный институт», выделив 20 тысяч рублей на эти цели. Из выделенных на строительство Воспитательного дома 1,1 миллиона рублей, 205 тысяч пошли на создание коммерческого училища, в котором единовременно содержались 100 мальчиков.
Демидов выделил 250 тысяч рублей на создание Петербургского коммерческого училища. На каждое открывающееся народное училище филантроп выделял по 100 тысяч. 

## Эпатажные поступки
Один из самых колоритных деятелей Русского Просвещения был более всего знаменит своими чудачествами. Современниками характеризовался как человек грубоватый и независимый настолько, что вызывал негодование Екатерины II, отзывавшейся о нём как о «дерзком болтуне». Он не уставал повторять, что происходит от кузнеца, и не совсем доверял чиновным дворянам, которые (по его выражению) «водят за нос» таких, как он, «мохнорылых». Он мог запросто вывалять в меду, а потом в пуху заглянувшего к нему квартального надзирателя. Живавший за границей и принимавший в своём доме императора Священной Римской империи, П. А. Демидов тем не менее бравировал своей русскостью, уснащал свои письма словечками вроде «таперя», «войтить», «коностас», а ещё более того едкими и не всегда пристойными шутками. Заключал пари с человеком, который должен был год не вставать с постели под присмотром слуг. В случае исполнения уговора победитель получал несколько тысяч рублей, в случае проигрыша его секли розгами.
Несмотря на мощную финансовую поддержку Воспитательного дома, "но вместе с тем своими причудами и дурачествами причинял опекунам немало огорчений и очень часто приводил это почтенное учреждение «в недоумение», пишет М. И. Пыляев. То он распространял слухи, что все опекуны воры, то вместо обещанных 20 000 рублей пожертвований прислал каждому опекуну по скрипке.
На Басманной улице для Демидова был построен особняк, обшитый снаружи листами железа. Это архитектурное решение было связано со страхом Прокофия Демидова перед пожарами. Внутренние интерьеры изобиловали золотом, серебром и самородками. Стены были обиты бархатом. По комнатам ходили ручные обезьяны. В стены были вмонтированы органы, на столах серебряные фонтаны били вином.
В 1778 году организовал в Санкт-Петербурге праздник, во время которого от алкогольной интоксикации умерло более 500 человек.
Прокофий Демидов организовал в Москве катание на санях в жаркую погоду в июле. Для этого были выкуплены большие запасы соли для имитации снега.
В одном из писем А. С. Пушкин назвал его «проказник Демидов».

## Семья
И в личной жизни он слыл полнейшим самодуром. Был женат первым браком на Матрёне Антиповне Пастуховой, которую, по мнению современников, «вогнал во гроб» (в 1764 году), а от стремившихся угодить ему сыновей отказался, выделив им на смех деревушку с 30 душами.
В возрасте 74 лет обвенчался со своей давней сожительницей Татьяной Васильевной Семёновой (1748—1800), которая была моложе его на 36 лет. Он так описал зятю это событие: «Вчерашний день, 30 июня заманил меня священник в церкву и твою тёщу сделал превосходительною, только брат Никита был, а то никто не знал».
Дети:
- Акакий (1740—1811)
- Анна (1751—1828) в замужестве Земская
- Лев (1745—1801),
- Аммос (1753—1806), был женат на Анне Никифоровне Вяземской (1750—?); владели усадьбой в Толмачёвском переулке
- Степан (1759—1760)

От второй жены:
- Наталья, в замужестве Станиславская
- Матрёна, в замужестве Щепочкина
- Анастасия (1768—1802), муж Марк Иванович Хозиков (1746—1810)

Принципиально выдавал своих дочерей за отпрысков фабрикантов и купцов. В качестве приданого выдавал крупные суммы, на бумаге же фиксируя приданое в 99 рублей 99 копеек.
Сыновей Демидов отправил учиться в Гамбург. При этом практически не выделял средств на содержание детей. Вернувшись на родину, Демидовы не могли изъясняться по-русски и не получали финансовой поддержки от отца. По настоянию Екатерины II каждому из них Демидов выделил по 1000 душ крепостных.

## Сочинения
- Демидов П. А. Автобиографическое показание / Сообщ. Н. Н. Хозиков // Русский архив, 1874. — К. 2. — Вып. 9. — Стб. 550—554.
- Демидов П. А. Сказка П. А. Демидова // Русский архив, 1873. — Кн. 3. — Вып. 11. — Стб. 2244—2247.

## Память
В посёлке Верх-Нейвинском:
- в 2017 году на северо-востоке населённого пункта появилась улица Демидова[10],
- в 2021 году в историческом центре установлен памятник Прокофию Демидову, а автобусная остановка рядом с ним получила название «Демидовская»[11].